# Булеца Сергій Анатолійович
Сергі́й Анато́лійович Буле́ца (16 лютого 1999, c. Коритняни, Ужгородський район, Закарпатська область, Україна) — український футболіст, атакувальний півзахисник клубу «Динамо» (Київ) та збірної України, який на правах оренди виступає за гданську «Лехію». Чемпіон світу у складі збірної України U-20 (2019). Майстер спорту України міжнародного класу.

## Клубна кар'єра
Займатися футболом розпочав в ужгородській СДЮСШОР, згодом продовжив навчання в клубній академії «Динамо» (Київ).
У першості України серед команд U-19 дебютував 6 серпня 2016 року в Полтаві, у виїзному поєдинку киян проти «Ворскли» (2:3).
Перший гол у чемпіонаті U-19 забив у Львові 3 вересня 2016 року, відзначившись у виїзній грі з «Карпатами» (1:1).
1 жовтня 2016 року провів свій прем'єрний матч за «Динамо» U-21 проти кропивницької «Зірки» (3:1).
24 червня 2019 року продовжив контракт з Динамо на 5 років. І одразу був відданий в оренду до СК «Дніпро-1».
З 2021 по 2023 роки грав в оренді за луганську «Зорю», з якою в 2023 році здобув бронзу чемпіонату.

## Виступи за збірну
У турнірах під егідою УЄФА дебютував за збірну України (U-17) 26 жовтня 2015 року у відбірковому матчі чемпіонату Європи проти Молдови.
У 2019 році у складі збірної України U-20 став чемпіоном світу на чемпіонаті, що проходив у Польщі, де також відзначився 3 забитими м'ячами, зігравши 7 ігор. За підсумками турніру став володарем Срібного м'яча.
У складі збірної України дебютний матч зіграв 8 вересня 2021 року проти збірної Чехії (1:1), вийшовши на заміну на 65-й хвилині замість Олександра Зубкова.

## Досягнення

### Клубні
«Зоря» (Луганськ)
- Бронзовий призер (1): 2022-23

### Збірна
- Молодіжний чемпіонат світу з футболу 2019

Чемпіон

### Особисті
- Молодіжний чемпіонат світу з футболу 2019

«Срібний м'яч»

## Нагороди
- Орден «За заслуги» III ст. (2019)[4]